# Елизабет Магдалена фон Бранденбург
Елизабет Магдалена фон Бранденбург (на немски: Elisabeth Magdalene von Brandenburg; * 6 ноември 1537, Кьолн, Берлин; † 1 септември 1595, Кьолн, Берлин) от род Хоенцолерн, е маркграфиня от Бранденбург и чрез женитба херцогиня на Брауншвайг и Люнебург.

## Живот
Дъщеря е на курфюрст Йоахим II (1505 – 1571) и втората му съпруга Ядвига Ягелонка (1513 – 1573), дъщеря на полския крал Зигмунт I Стари.
Елизабет Магдалена се омъжва на 5 февруари 1559 г. в Кьолн (Берлин) за херцог Франц Ото фон Брауншвайг-Люнебург (1530 – 1559) от род Велфи. Той умира същата година. Бракът е бездетен. Елизабет Магдалена след това отива да живее отново в Берлин.
През 1556 г. тя пише ръкописа Der Witwen Handbüchlein.
Умира на 57-годишна възраст. На 11 септември 1595 г. тя е погребана в гробницата на Хоенцолерните в Берлинската катедрала.